# Sex Machines Museum
Il Sex Machines Museum, abbreviato con l'acronimo SMM, è un museo dedicato alla sessualità e al sesso situato a Praga in Repubblica Ceca, che espone una collezione di giocattoli sessuali. Istituito nel 2002, si trova vicino alla piazza della Città Vecchia. È l'unico museo dedicato alla sessualità al mondo che espone esclusivamente materiale dedicato ai sex toy.
Il museo, che si articola su tre piani, espone una collezione di circa 200 oggetti, alcuni già risalenti al XVI secolo.